# Saiga-12

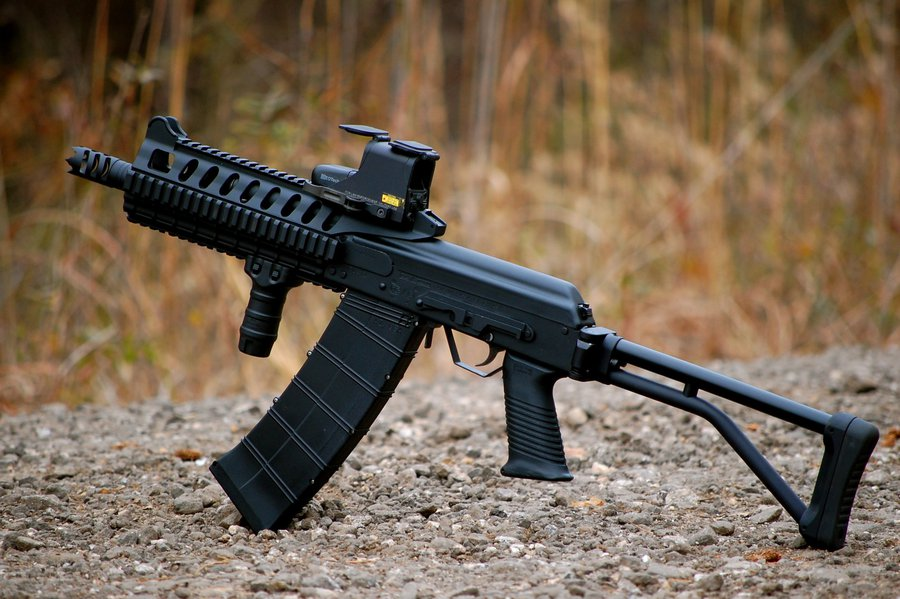
Version civile du Saiga-12K.

Le Saiga-12 est un fusil de chasse semi-automatique russe de calibre 12 fabriqué par la division des armes de Izhmash, en Russie.
Disponible dans une large gamme de configurations, il est visuellement calqué sur la série des fusils d'assaut Kalachnikov.

## Historique
Le fusil de chasse Saiga est également disponible en calibres 20 et .410 appelés respectivement Saiga-20 et Saiga-410.
Une configuration bullpup appelée Kushnapup est également disponible pour tous les calibres Saiga.

## Utilisateurs
- Kazakhstan : certifiée comme une arme de chasse civile[1].
- Kirghizistan : utilisée par les forces de police[2].
- Russie : utilisée par les entreprises de sécurité privées[3],[4].
- Ukraine : carabine « Saiga-12K - Tactical » adoptée en 2009 par la Marine ukrainienne[5].
- États-Unis : utilisée par les forces de l'ordre[6].
- Indonésie: utilisée par l'agence anti-drogues (BNN) en version « Saiga-12S »[7].

## Dans la culture populaire
Le Saiga-12 est présent dans les jeux vidéo suivants :
- Battlefield 2, Battlefield 3 (« Saiga ») et Battlefield 4 ;
- Call of Duty: Black Ops II (« S12 ») ;
- Metal Gear Solid 4: Guns of the Patriots ;
- Metro: Last Light ;
- PlayerUnknown's Battlegrounds (« S12K ») ;
- Survarium ;
- Tom Clancy's Ghost Recon: Future Soldier[8] ;
- Tom Clancy's Rainbow Six: Siege (les opérateurs défensifs du Spetsnaz).
- Escape from Tarkov.
- DayZ (Vaiga)
- Pavlov (VR)

### Source
- (ru) 18,5 мм карабин специальный с коробчатым магазином 18,5КС-К. Руководство по эксплуатации 18,5КС-К РЭ - 2008 г.